# San Martino di Lupari
San Martino di Lupari ist eine norditalienische Gemeinde (comune) mit 13.244 Einwohnern (Stand 31. Dezember 2023) in der Provinz Padua in Venetien.
Die Gemeinde grenzt an die Provinzen Treviso und Vicenza. Sie liegt etwa 26 Kilometer nördlich von Padua und in etwa gleicher Entfernung nordöstlich von Vicenza. Treviso liegt etwa 30 Kilometer östlich von San Martino di Lupari. Vom Zentrum Venedigs liegt die Gemeinde etwa 43 Kilometer in nordwestlicher Richtung.

## Geschichte
Auf ihrem Rückzugsweg begingen am Ende des Zweiten Weltkriegs Teile der 29. Panzergrenadier-Division am 29. April 1945 das Massaker von San Martino di Lupari und nahmen Geiseln, folterten und ermordeten sie und begingen Plünderungen und Zerstörungen, dies kurz bevor sie in Norditalien vor der britischen 8. Armee kapitulierten. In San Martino di Lupari wurden etwa 125 Unschuldige ermordet.

## Persönlichkeiten
- Carlo Agostini (1888–1952), Erzbischof und Patriarch von Venedig
- Giovanni Giacomazzi (1928–1995), Fußballspieler

## Wirtschaft und Verkehr
Ein bedeutender Autozulieferer, OZ Racing, hat in San Martino di Lupari seinen Firmensitz und ein Werk. Nördlich der Gemeinde verläuft die Strada Statale 53 Postumia von Vicenza nach Treviso. Eine Bahnstation befindet sich an der Eisenbahnstrecke Vicenza-Treviso.

## Sport
Mit Luparense Calcio a 5 besitzt die Gemeinde ein relativ erfolgreiches Futsal-Team. Der A.S.D. San Martino di Lupari stellt eine erfolgreiche Frauen-Basketball-Mannschaft in der Serie A2.